# Rolf Olinger
Rolf Olinger (né le 17 décembre 1924 - mort le 25 juin 2006) est un skieur alpin suisse originaire d'Engelberg.

## Palmarès

### Jeux olympiques d'hiver
| Épreuve / Édition    | Descente | Slalom géant                     | Slalom | Combiné |
| JO 1948 Saint-Moritz | Bronze   | Épreuve inexistante à cette date | —      | Abandon |

### Championnats du monde
| Épreuve / Édition    | Descente | Slalom géant                     | Slalom      | Combiné                          |
| JO 1948 Saint-Moritz | Bronze   | Épreuve inexistante à cette date | —           | Abandon                          |
| Mondiaux 1950 Aspen  | 9e       | 32e                              | Disqualifié | Épreuve inexistante à cette date |